# Briefmarken-Jahrgang 1949 der Deutschen Post der DDR

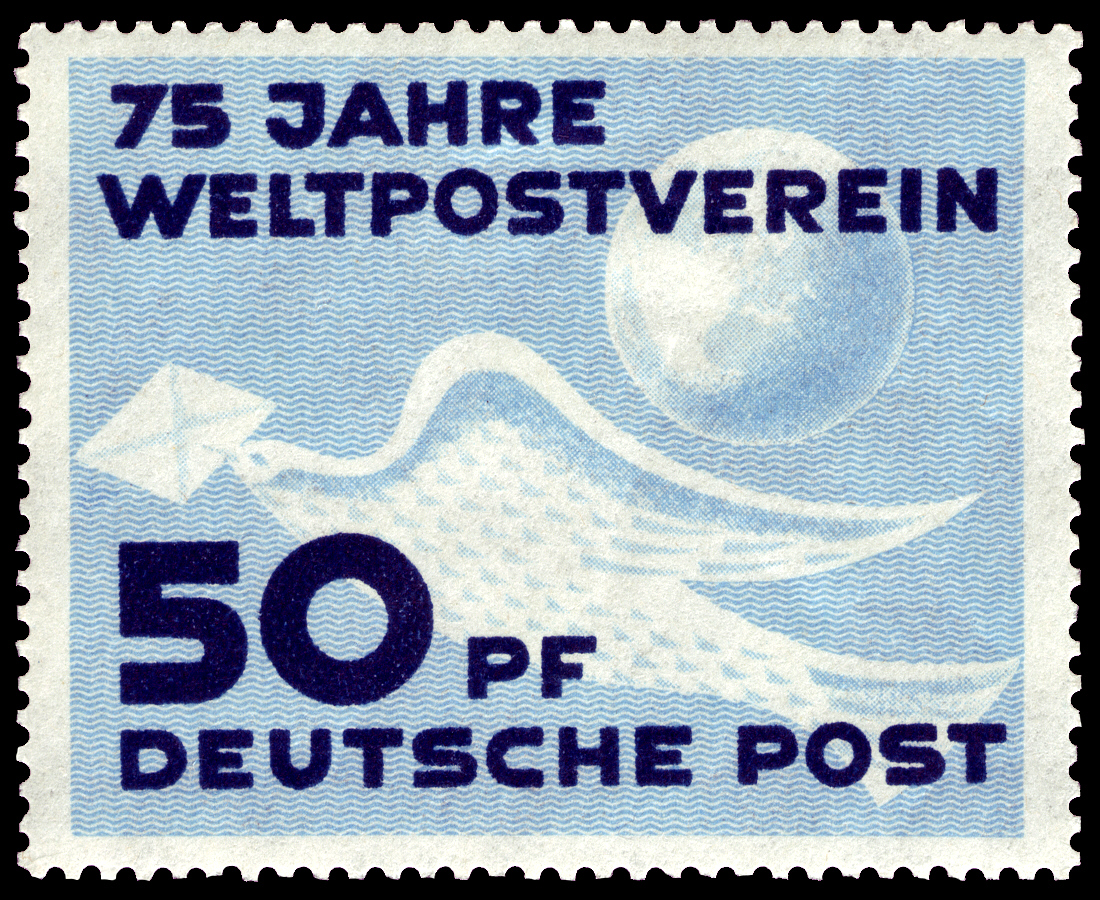
1. Briefmarke nach der DDR-Gründung zu 75 Jahre Weltpostverein mit einem Nominal von 50 Pfennig.

Der Briefmarken-Jahrgang 1949 der Deutschen Post der Deutschen Demokratischen Republik umfasste 4 Sondermarken. Dauermarken wurden nicht ausgegeben.

## Besonderheiten
Dieser Briefmarkenjahrgang war der erste in der Geschichte der Deutschen Post der DDR.
Die DDR wurde am 7. Oktober 1949 auf dem Gebiet der damaligen Sowjetischen Besatzungszone (SBZ) gegründet, und ihre Post gab bereits zwei Tage später ihre erste Briefmarke mit einem Nominal von 50 Pfennig aus, die mit ihrer Thematik (s. u.) sicher bereits im Emissionsprogramm der SBZ für 1949 enthalten war. Die Marken dieses Jahrgangs trugen noch die Inschrift „Deutsche Post“; erst ab 1950 lautete der Eindruck „Deutsche Demokratische Republik“, in späteren Ausgabejahren auch „DDR“.
Die Briefmarken der Sowjetischen Besatzungszone behielten ihre Frankaturkraft auf dem Gebiet der DDR zunächst weiter und wurden individuell nach postalischer Festlegung in Abhängigkeit vom Ersatz der Portostufen durch neu ausgegebene DDR-Marken ungültig. Letztmals konnten Briefmarken der Sowjetischen Besatzungszone am 31. Dezember 1951 postalisch verwendet werden.

## Liste der Ausgaben und Motive
Legende
- Bild: Eine bearbeitete Abbildung der genannten Marke. Das Verhältnis der Größe der Briefmarken zueinander ist in diesem Artikel annähernd maßstabsgerecht dargestellt. Sollten keine Marken abgebildet sein, liegt es daran, dass das Urheberrecht des Künstlers noch nicht erloschen ist.
- Beschreibung: Eine Kurzbeschreibung des Motivs und/oder des Ausgabegrundes. Bei ausgegebenen Serien oder Blocks werden die zusammengehörigen Beschreibungen mit einer Markierung versehen eingerückt.
- Wert: Der Frankaturwert der einzelnen Marke in Pfennig. Ein „+“ bedeutet, dass es sich um eine Zuschlagsmarke handelt (= Frankaturwert + Spende).
- Ausgabedatum: Das Datum des erstmaligen Verkaufs dieser Briefmarke.
- Gültig bis: Das Datum, an dem die Gültigkeit endete.
- Auflage: Soweit bekannt, wird hier die zum Verkauf angebotene Anzahl dieser Ausgabe angegeben.
- Entwurf: Soweit bekannt, wird hier angegeben, von wem der Entwurf dieser Marke stammt.
- Mi.-Nr.: Diese Briefmarke wird im Michel-Katalog unter der entsprechenden Nummer gelistet.

| Sondermarken                                           | |                  |                       |                   |           |                  |         |
| Bild                                                   | Beschreibung | Werte in Pfennig | Ausgabe- datum (1949) | Gültig bis        | Auflage   | Entwurf          | Mi.-Nr. |
|                                                        | 75 Jahre Weltpostverein Taube mit Brief, sowie Weltkugel | 50               | 9. Oktober            | 31. Dezember 1951 | 3.000.000 | Jacob und Weise  | 242     |
|                                                        | Gründungskonferenz der internationalen Gewerkschaftsvereinigung für die Post im Weltgewerkschaftsbund - Brandenburger Tor, gebildet aus den Buchstaben „Berlin“, ein Globus und 2 Postbedienstete | 12               | 27. Oktober           | 31. Dezember 1951 | 1.500.000 | Fred Gravenhorst | 243     |
|                                                        | Gründungskonferenz der internationalen Gewerkschaftsvereinigung für die Post im Weltgewerkschaftsbund - Brandenburger Tor, gebildet aus den Buchstaben „Berlin“, ein Globus und 2 Postbedienstete | 30               | 27. Oktober           | 31. Dezember 1951 | 750.000   | Fred Gravenhorst | 244     |
|                                                        | Tag der Briefmarke Der schwarze Bayern Einser von 1849 unter einer Lupe | 12+3             | 30. Oktober           | 30. Juni 1951     | 1.000.000 | Fred Gravenhorst | 245     |
| Dauermarken                                            | |                  |                       |                   |           |                  |         |
| Bild                                                   | Beschreibung | Wert in Pfennig  | Ausgabe- datum        | Gültig bis        | Auflage   | Entwurf          | Mi.-Nr  |
| Dauermarken wurden in diesem Jahrgang nicht ausgegeben | |                  |                       |                   |           |                  |         |